# Sărăcăciani

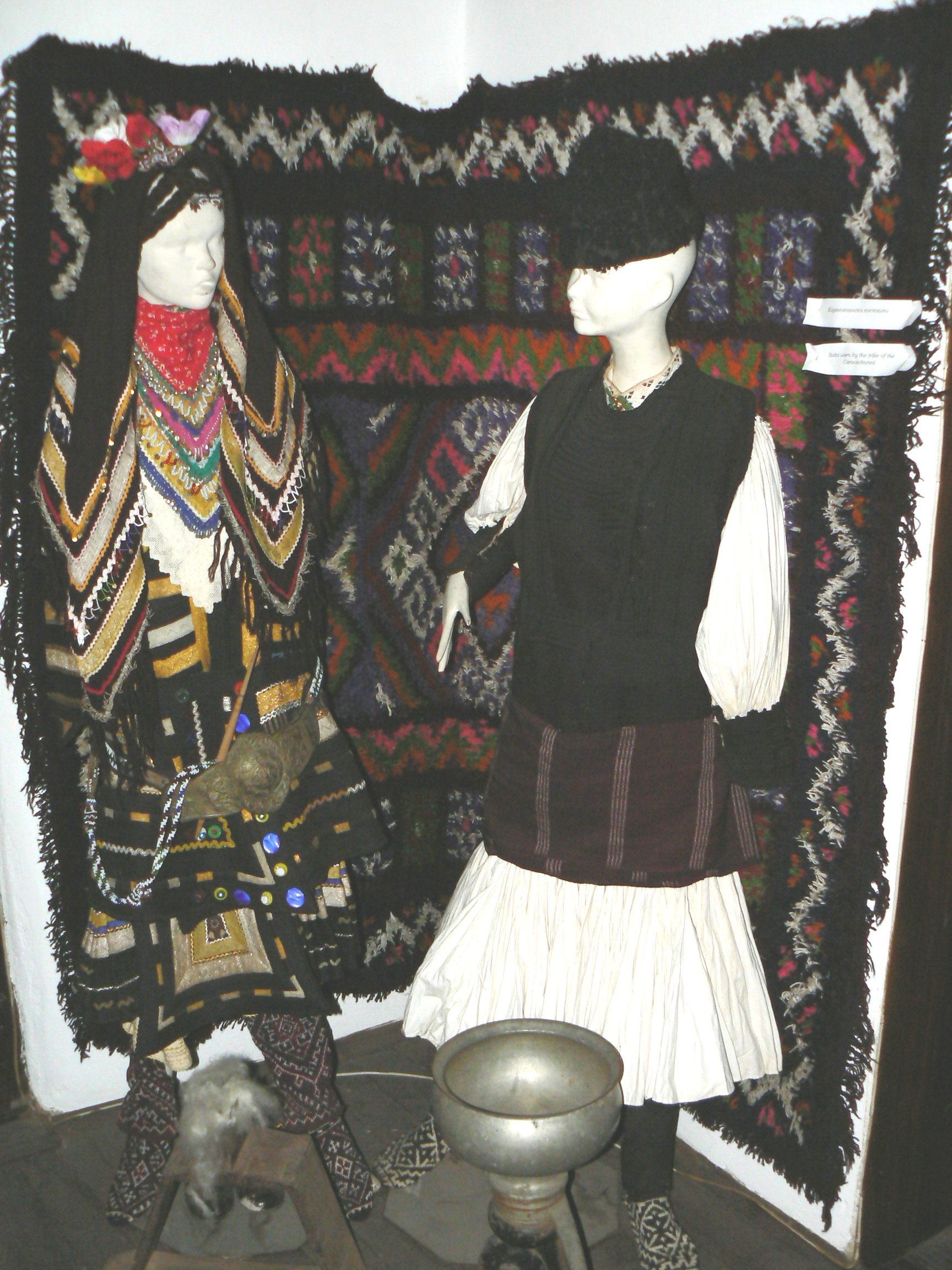
Costume sărăcățene din Bercovița (Bulgaria)

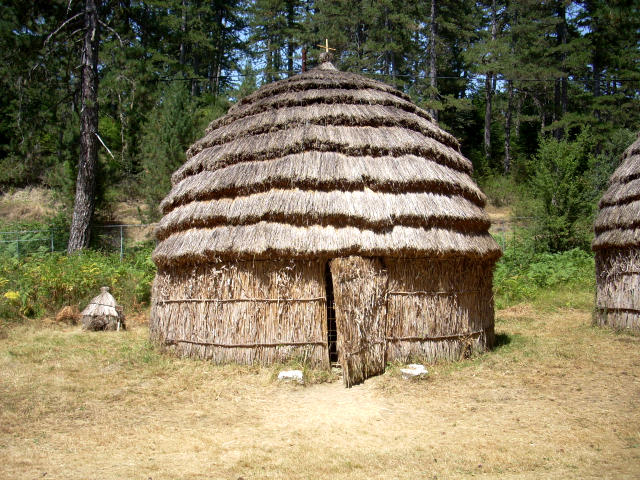
Colibă tipic sărăcățeană la Ghiftocampos (Grecia)

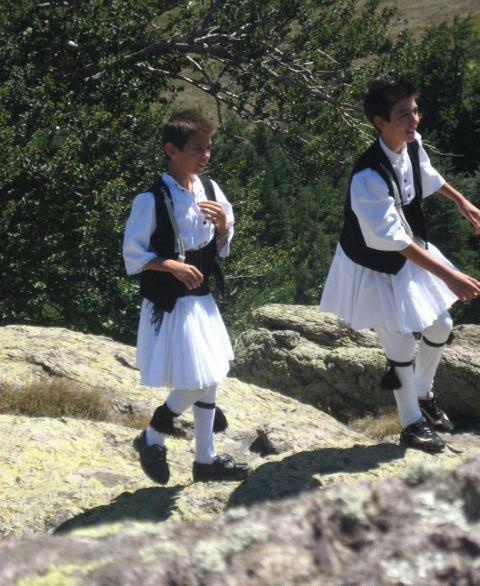
Îmbrăcămintea tradițională sărăcățeană la un etnofestival din Sireacu

Sărăcăcianii, saracaceanii sau sărăcățenii sunt păstori din Balcani (cu precădere în Grecia, Albania, Macedonia și Bulgaria) care până prin anii 1930 trăiau mai mult sau mai puțin separat de restul populației sedentare grecești, albaneze sau slave și practica transhumanța.

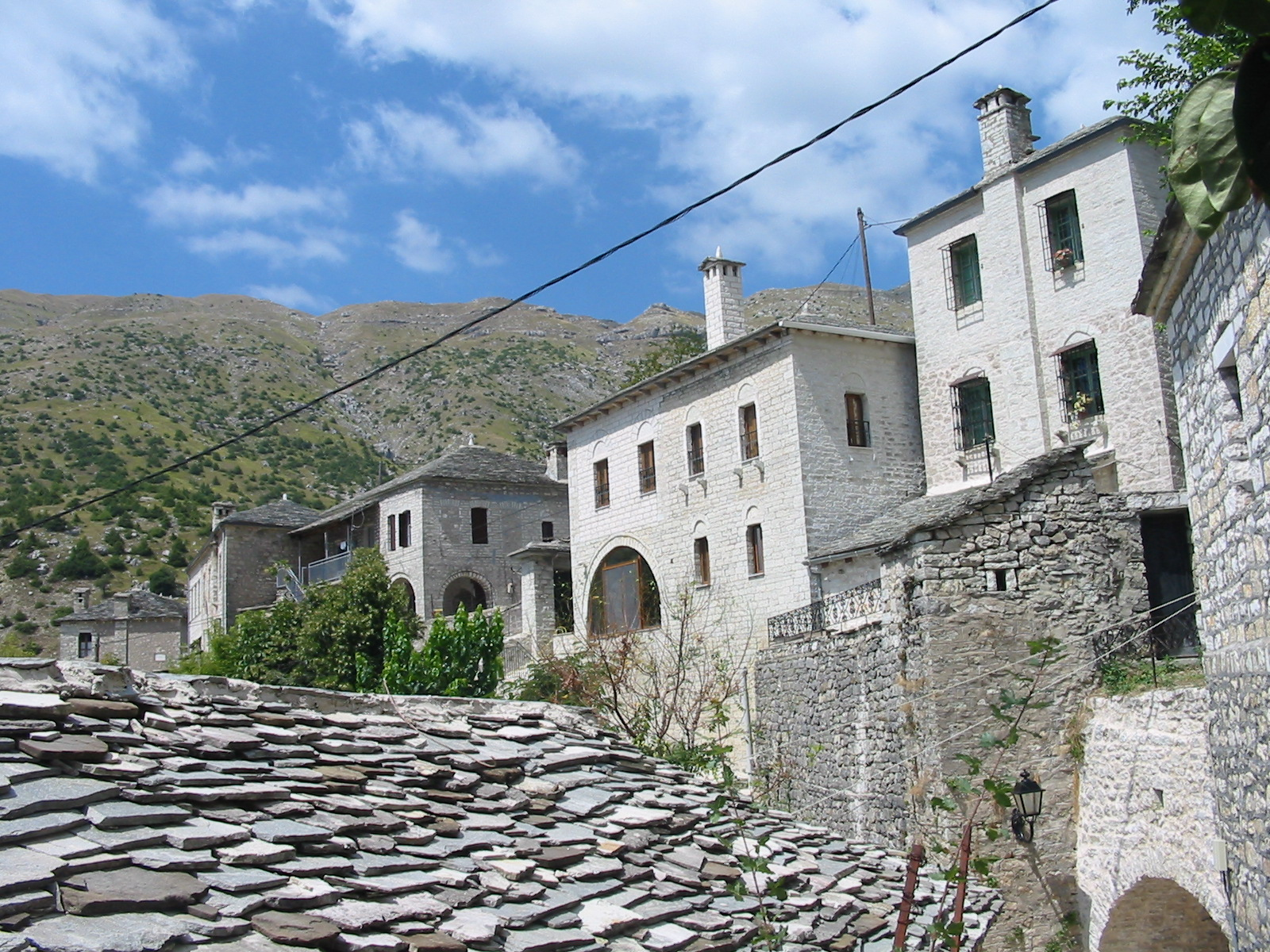
Vedere din Sireacu (Σιράκο)

Centrul lor social și comercial era Sireacu, de unde provine și numele (sireacățeni, sărăcăciani)

## Aromâni elenizați
Sărăcăcianii sunt menționati pentru prima oară sub acest nume abia la sfârșitul secolului al XVIII-lea, iar originea etnică a acestora a dat naștere la numeroase controverse și speculații în rândurile etnologilor și antropologilor. Una din ipoteze, susținută de profesorii de la Universitatea din Cluj respectiv București, Theodor Capidan și Tache Papahagi (iar mai recent de etnografii Irina Nicolau respectiv Tănase Bujduveanu) îi clasifică pe sărăcăcianii ca aparținând unei ramuri a aromânilor numită rămâni fărșeroți care a adoptat limba greacă gradual, în ultimă instanță sub influența prozelită a călugărului grec (ulterior sanctificat) Cosmas Etolianul care a fost foarte activ în zonele locuite de sărăcăciani.
Idiomul grec vorbit de sărăcăciani este greu inteligibil restului populației grecești și cuprinde vocale specifice limbii române cum ar fi 'ă' și 'â' inexistente ca atare în greacă. Mai mult decât atât, el conține numeroase cuvinte de origine aromână dar și o proporție ridicată de cuvinte slave și turcești.

## Alte ipoteze
Potrivit lui Theodor Capidan, sărăcăcianii se trag din așezarea Σιράκο (Siraku, în aromână Sireacu, în română Săracu), inițial locuită exclusiv de aromâni (încă majoritari în localitate) situată la sud-est de capitala Epirului, Ianina. Alți autori, ca de exemplu Kostas Krustallis, susțin că ei au apărut în provincia Valtos (Baltos), mai precis din localitatea Sahareți (redenumită între timp Περδίκκας - Perdikkas). Krustallis este de părere că atât sărăcăcianii cât și un alt trib nomad pastoral din regiune - el al caragunilor - erau ambele ramuri desprinse din trunchiul aromânilor (vlahilor). Provincia Valtos s-a aflat pentru un timp sub suzeranitatea Almogavrilor Aragonezi în timpul când aceștia dominau centrul Greciei. Unii istorici (cum ar fi italianul Antonio Baldacci, care a călătorit în această regiune) au presupus că unii din sărăcăciani ar ar descinde din acel grup de mercenari spanioli care ar fi rămas în Valtos după cucerirea ducatelor creștine de către Imperiul Otoman, fiind căsătoriți cu femei locale vorbitoare de aromână, a căror limbă o înțelegeau.
O altă ipoteză sugerează ca numele li s-ar trage de la aspectul lor sărăcăcios, modest. J.K. Campbell precizează că până în 1937, mulți din sărăcăciani practicau furtul de animale (în greacă zooklopi) din turmele aparținând Aromânilor mai înstăriți. Acest lucru se justifica din cauza faptului ca mulți nu-și puteau procura hrana adecvată lor și familiilor lor fără a recurge la aceste acțiuni extreme.
De altfel până în 1937 ei nu aveau domiciliu stabil și locuiau în colibe (în limba greacă numite kalives) împletite din nuiele. În acel an, dictatorul grec Ioannis Metaxas a emis un decret (nr. 1223 din 3/4 mai 1938) prin care îi obligă să se sedentarizeze. Mulți din ei au fost colonizați în Tracia de răsărit unde până în 1923 populația greacă fusese în minoritate, ca să îngroașe rândurile acesteia.

## Sărăcăcianii din Albania și Bulgaria
O parte a sărăcăcianilor din Grecia, care în decursul secolului al XIX-lea și XX-lea s-au stabilit în ceea ce este astăzi Albania, nu s-au elenizat ci și-au păstrat graiul aromân nealterat. Dialectologul de la Universitatea din Cluj Petru Neiescu a întâlnit un grup din acești sărăcăciani în anul 1959 în timpul unei expediții în Albania, lângă localitatea Stepur. Conversând cu ei în aromână, el a aflat că aceștia, întrebați fiind despre apartenența lor etnică, au răspuns suntem sărăcăciani. Ei deveniseră între timp agricultori, dar erau conștienți totuși de faptul ca generațiile precedente, care trăiseră în Grecia, fuseseră pastoraliști. Rămășițe ale sărăcăcianilor se pot întâlni azi și pe teritoriul Bulgariei mai ales pe lângă localitatea Sliven.